# الوضيع (الوضيع)

تعديل مصدري - تعديل

الوضيع هي إحدى قرى عزلة  الوضيع بمديرية الوضيع التابعة لمحافظة أبين، بلغ تعداد سكانها 1735 نسمة حسب تعداد اليمن لعام 2004.